# Santa Maria da Paixão
Santa Maria da Paixão é uma igreja paroquial católica de estilo renascentista tardio localizada em Milão, Itália. Constitui o cenário panorâmico da Via della Passione, localizada não muito longe de São Pedro de Gessate e do Palácio da Justiça, e é um dos mais belos monumentos do final do Renascimento milanês. Foi construída entre 1932 e 1940 sob a direção do arquiteto Marcello Piacentini em estilo novecento italiano. Para acompanhar a sua construção, a igreja de São Filipe Néri em Bovisasca e o convento dos Escravos de Maria foram demolidos, mas o edifício ocupa aproximadamente a área onde se encontrava a caserna do Príncipe Eugenio de Savoia. Tem o estatuto de Basílica Menor.